# 星菜優希
星菜 優希（ほしな ゆうき、9月29日-）は、広島県出身のファッションモデル。特技は書道（二段）。

## TVCM
- クレディセゾン「永久不滅.com」（CM）
- キリンビール「のどごし生」（CM）
- ABCマート（CM）
- 青山商事（CM）
- カネボウ「SALA」（CM）
- HONDA（CM）

## スチール広告
- PARCO（スチール）